# Taleh Kazimov
Pour les articles homonymes, voir Kazimov.
Taleh Kazimov, né le 11 septembre 1983 à Bakou, est un banquier azerbaïdjanais. Il est président de la Banque centrale de la République d'Azerbaïdjan depuis 2022, président du conseil d'administration et directeur général de PACHA Bank.

## Biographie
Taleh Kazimov est né le 11 septembre 1983 à Bakou. Il étudie à l'université technique d'Azerbaïdjan de 2000 à 2004 et suit des études supérieures en automatisation et en génie informatique.
Il est diplômé de la London Business School en 2012 et de l'université Harvard en 2014.
Le 13 avril 2022, Taleh Kazimov est nommé président de la Banque centrale de la République d'Azerbaïdjan par le président Ilham Aliyev.
Taleh Kazimov est marié et est père de deux enfants.